# Подгорецкий замок
Подгоре́цкий за́мок (укр. Підгорецький замок) — хорошо сохранившийся ренессансный дворец, окружённый оборонительными сооружениями. Расположен на востоке Львовской области в селе Подгорцы.
Замок имеет форму квадрата. С востока, юга и запада замок окружает линия оборонительных укреплений, окруженная глубоким рвом и земляными валами.

## История замкового комплекса

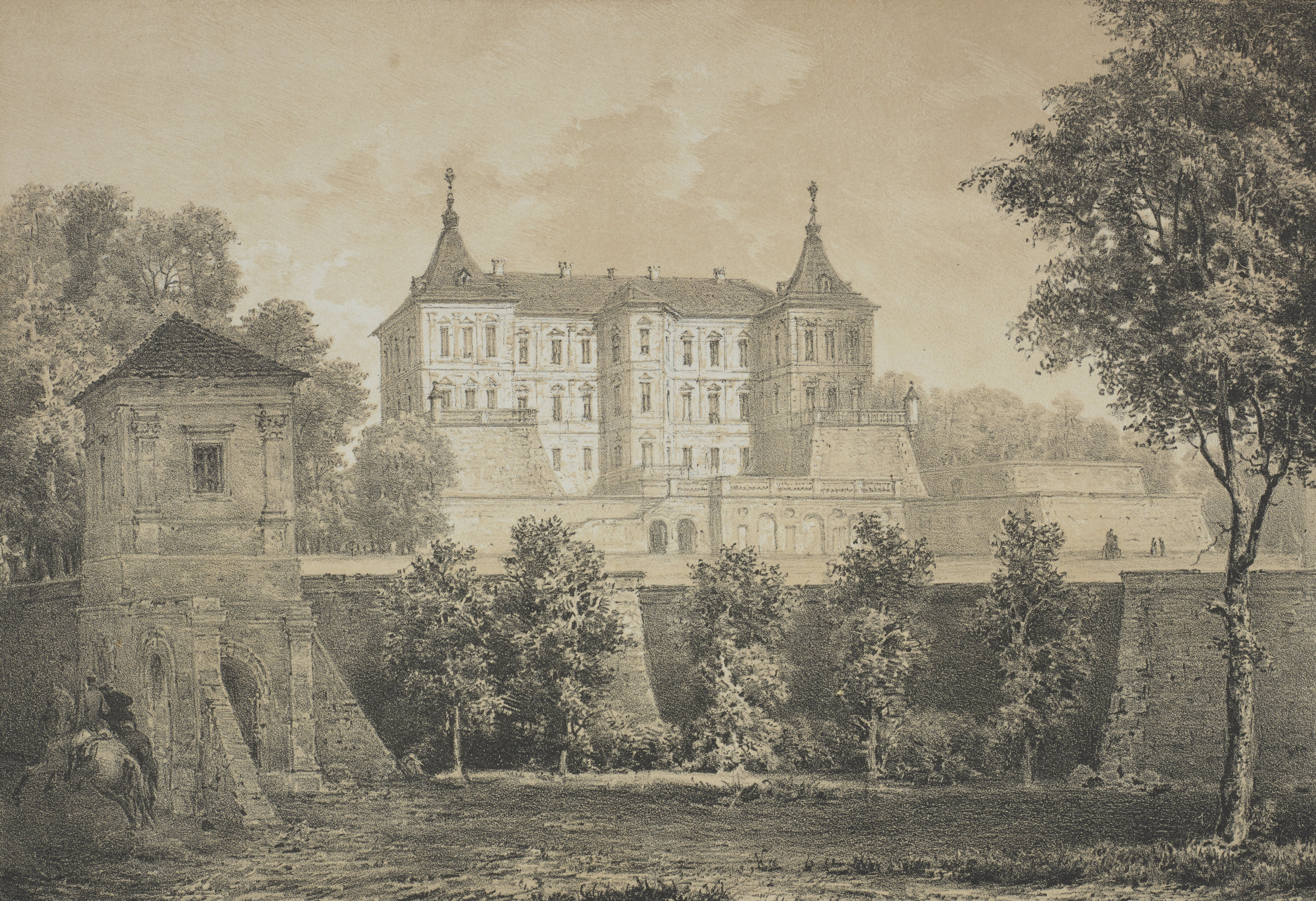
Вид на Подгорецкий замок. Рисунок середины XIX века. Наполеон Орда

На месте сегодняшнего замка существовали более древние укрепления, которые упоминаются около 1530 года. По заказу коронного гетмана Станислава Конецпольского, который купил замок в 1633 году, у Подгорецких, известный архитектор фортификаций Гийом Левассер де Боплан создал проект укреплений, а Андреа дель Аква — двухэтажного дворца с трёхэтажными павильонами по сторонам и башней, в стиле барокко и позднего ренессанса. Строительство велось на протяжении 1635—1640 годов. Служебные помещения образовывали квадратный двор с террасой, приспособленной для возможной обороны. С трех сторон дворец был окружен глубоким рвом, с северной стороны, обращенной к равнине, у него была красивая терраса с балюстрадой и скульптурами. К замку выезжали через большую арку — портал с двумя колоннами. В 1646 году замок посетил король Владислав IV, в честь которого был устроен фейерверк. Во время боевых действий в период освободительной войны под командованием Богдана Хмельницкого замок получает серьёзные повреждения. Станислав Освецим в 1651 году писал: 
«Я видел Подгорцы, красивый дворец и крепость… теперь по большей части руками разозленных холопов разрушены и испорчены».
 В 1656 году началось восстановление дворца. Внук коронного гетмана дарит замок Яну ІІІ Собескому вместе с селами Подгорцы и Загорцы с условием, что тот будет контролировать бродовскую крепость до полнолетия Якуба Собеского. Реставрация замка продолжалась до 1680 года, а в 1688 году он пострадал от нападения татар.
В 1720 году замок вместе с окружающими селами купил у Константина, сына Яна ІІІ Собеского, Станислав Ржевуский. В 1728 году его сын, Вацлав Ржевуский, начал масштабную реконструкцию Подгорецкого замка. Между павильонами и стеной были построены дополнительные помещения, и дворец становится трехэтажным. Подъемный мост с другим павильоном были разобраны. Для частых посетителей имения построен так называемый Гетманский заезд с солнечными часами. Вацлав Ржевуский собрал большую коллекцию ценных картин и старинного оружия, перевёз ценнейшие вещи из Олесского замка. Создаются типография, театр.

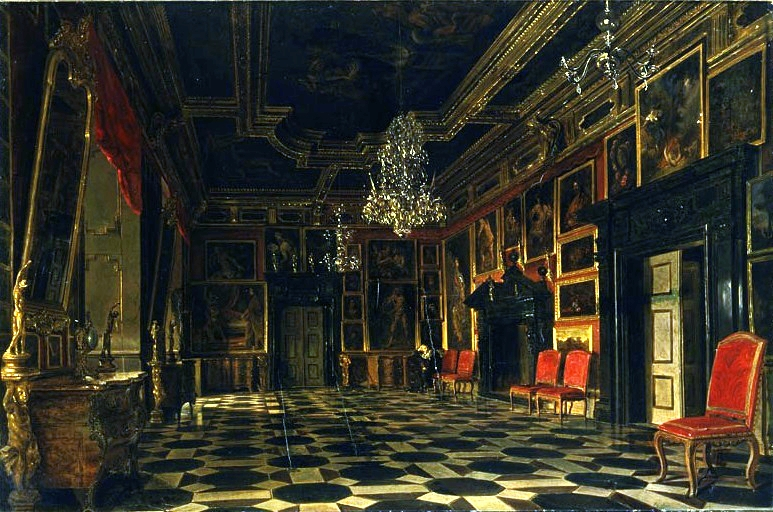
А. Грыглевский. Тёмно-красный картинный зал Подгорецкого замка. 1871 г.

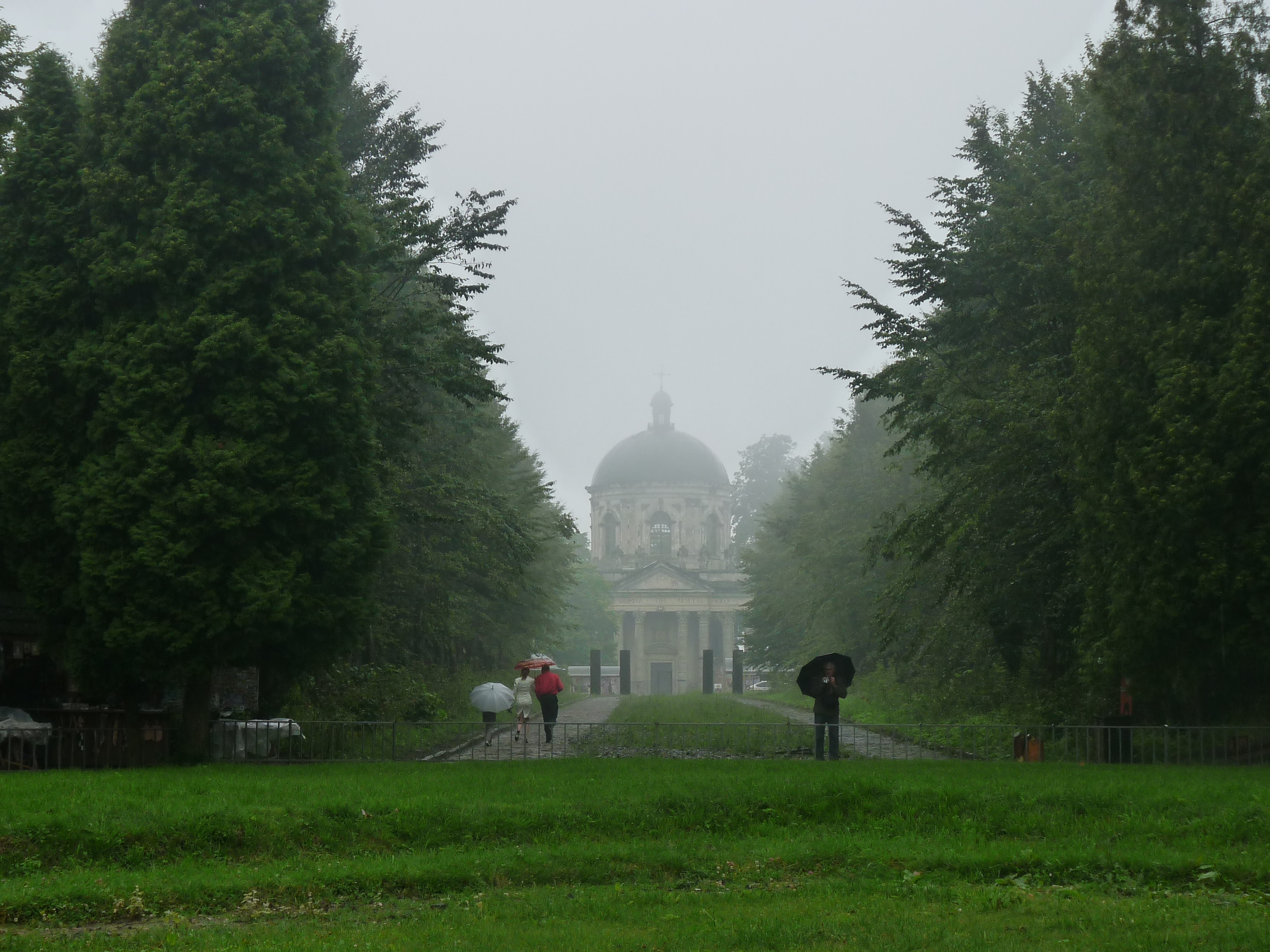
Фасад костёла и парк, вид со стороны замка

В 1779 году умер Вацлав Ржевуский, который прожил последние годы как монах-капуцин. Проходит три аукциона по распродаже имущества и на последнем, в 1787 году, Подгорцы вместе с селами Хватов, Гутище и Загорцы выкупает сын Вацлава Северин Ржевуский, который известен своими алхимическими опытами и поисками кладов. В то время замок постепенно начал приходить в упадок. Фактически замком управлял Ремишевский, который постепенно распродавал ценности.
Интерьеры Подгорецкого замка поражали современников своей красотой и пышностью. Залы и кабинеты, которые носили названия: Китайская, Золотая, Рыцарская, Зелёная, Зеркальная, Мозаичная — соответствовали этим названиям. Отдельно хранились вещи, которые принадлежали королю Яну ІІІ Собескому. Комнаты украшали портреты владельцев замка, копии Рафаэля, Рубенса, Тициана, Караваджо. Картины польского художника Шимона Чеховича, полотна Якоба де Баана на исторические темы — «Осада Смоленска» и «Приём шведских и бранденбургских послов Владиславом IV». Столовую украшали портрет гетмана Конецпольского и 72 портрета известных политических и духовных деятелей, чёрный мраморный стол, на котором крестили короля Яна ІІІ.
Такое положение продолжилось и при наследнике Северина Ржевуского Вацлаве, который проводил большую часть времени в путешествиях и погиб в 1831 году. В 1833 году в замок переехал Лев Ржевуский (1808—1869). Он восстановил сорванную крышу, двери, привёл замок в порядок. Из-за бездетности, Лев передает замок князю Евстахию Сангушке с условием, что тот отреставрирует замок. В 1867—1903 годах проводятся капитальные реставрационные работы.
До 1939 года в замке действовал частный музей князей Сангушко. В 1940 году, с приходом советской власти, замок-дворец национализирован и передан Львовскому историческому музею. Во время Второй мировой войны дворец сильно пострадал. В 1945 году он был разграблен военнослужащими Золочевского гарнизона. В 1947 году музей был закрыт, а в 1949 году открыт санаторий для больных туберкулезом. В 1956 году в Подгорецком замке был большой пожар, который уничтожил большую часть внутренней обстановки, после чего проводились реставрационные работы. В дальнейшем здесь продолжает функционировать санаторий.
В замке снимались эпизоды советских фильмов «Д’Артаньян и три мушкетёра», «Дикая охота короля Стаха», а также польско-советского фильма «Потоп».
В 1997 году благодаря хлопотам общественности и труду Б. Г. Возницкого Подгорецкий замок передают Львовской галерее искусств. В том же году создан благотворительный фонд возрождения Подгорецкого замка, который возглавил Б. Г. Возницкий. В фондах галереи сохранилось 85 % экспонатов из замка, которые планируется туда вернуть и разместить в восстановленном дворце музей интерьеров. В 2020 году Подгорецкий замок отметил своё 380-летие.

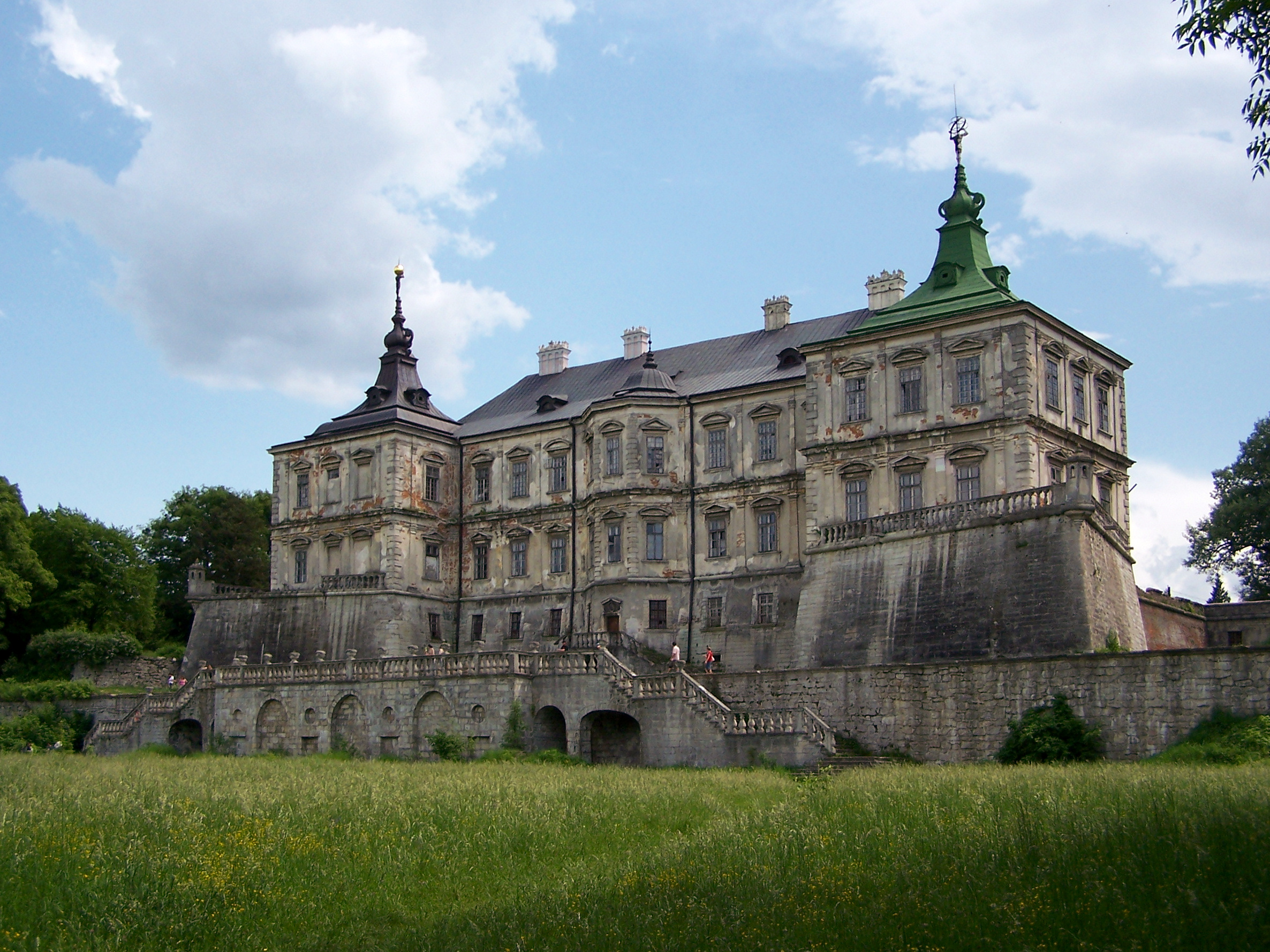
Подгорецкий замок

Неповторимый вид архитектурному ансамблю в Подгорцах придает парк, в зелени которого утопают и замок, и двор, и целый ряд других сооружений. В давние времена именно парк оказывал на путешественников значительно более сильное впечатление, чем сам замок.
Подгорецкий парк принадлежит к памятникам садово-паркового искусства государственного значения. Построен на уровне наилучших образцов так называемых «итальянских» парков.
Местный парк окружает замок со всех сторон, он отличается целостностью художественного замысла и глубоко продуманными взаимосвязями рельефа, архитектуры, скульптуры и растительности.

## Коллекция
Несмотря на все потери во время Первой мировой войны и революции, ещё в 1939 году коллекция замка насчитывала 39 панцирей крылатых гусар и 65 знаменитых гусарских пик. Вся эта экипировка относилась к XVIII веку и принадлежала гусарам из роты гетмана Ржевусского. В настоящее время от коллекции замка остались только голые стены, а все экспонаты распылены между украинскими, польскими и российскими собраниями.

## Костёл

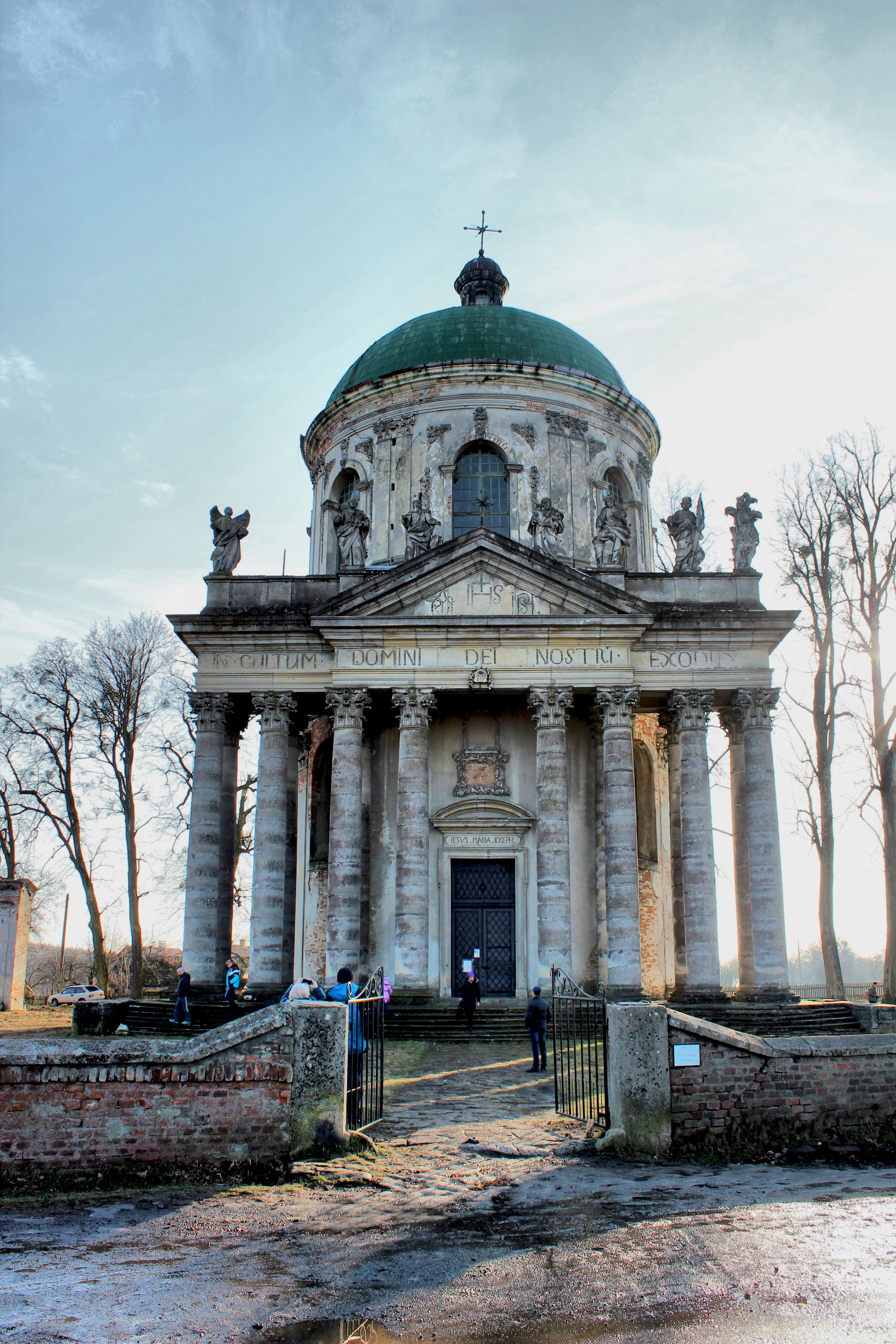
Костёл Воздвижения

Римско-католический костёл Воздвижения и св. Иосифа был построен по заказу Вацлава Ржевуского в 1752—1766 годах как усыпальница. Архитектором выступил Ц. Романус. Костел представляет собой ротонду в стиле барокко с диаметром 12 м. Главный фасад украшает портик из 14 колонн коринфского ордера, на аттике которого было установлено 8 скульптур святых работы Фессингера и Лебласа. Одна из скульптур была уничтожена во время Второй мировой войны. От костёла к замку ведет 300-метровая липовая аллея, а перед храмом стоят фигуры Богоматери и св. Иосифа на колоннах.
Интерьер костёла был расписан в 1765—1766 годах художником Лукашом Смуглевичем и его сыном Антонием. После них роспись продолжили четыре мастера из Жовквы: Демьян, Войцех, Константин и Николай и двое львовян: Гургилевич и Витанецкий. С 1861 года был парафияльным храмом. В 1945 году костел был закрыт и в 1976—1979 годах отреставрирован под руководством архитектора И. Старосольского. Сейчас реставрируется вместе с замком, передан грекокатоликам.

## Галерея

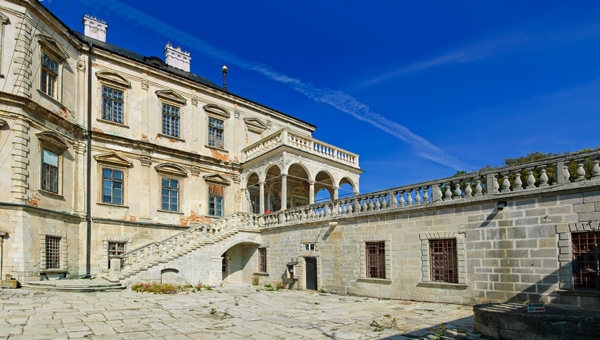
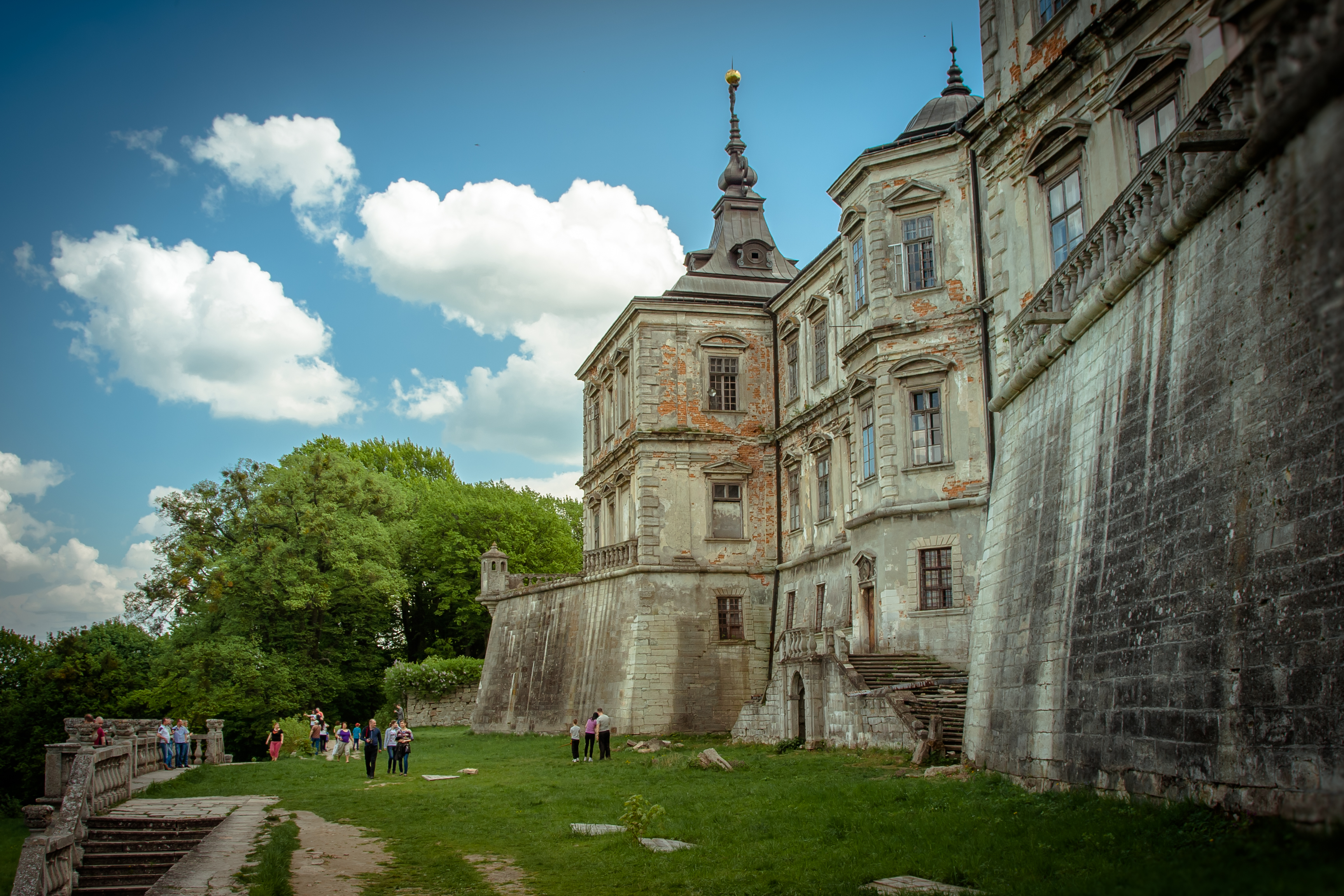
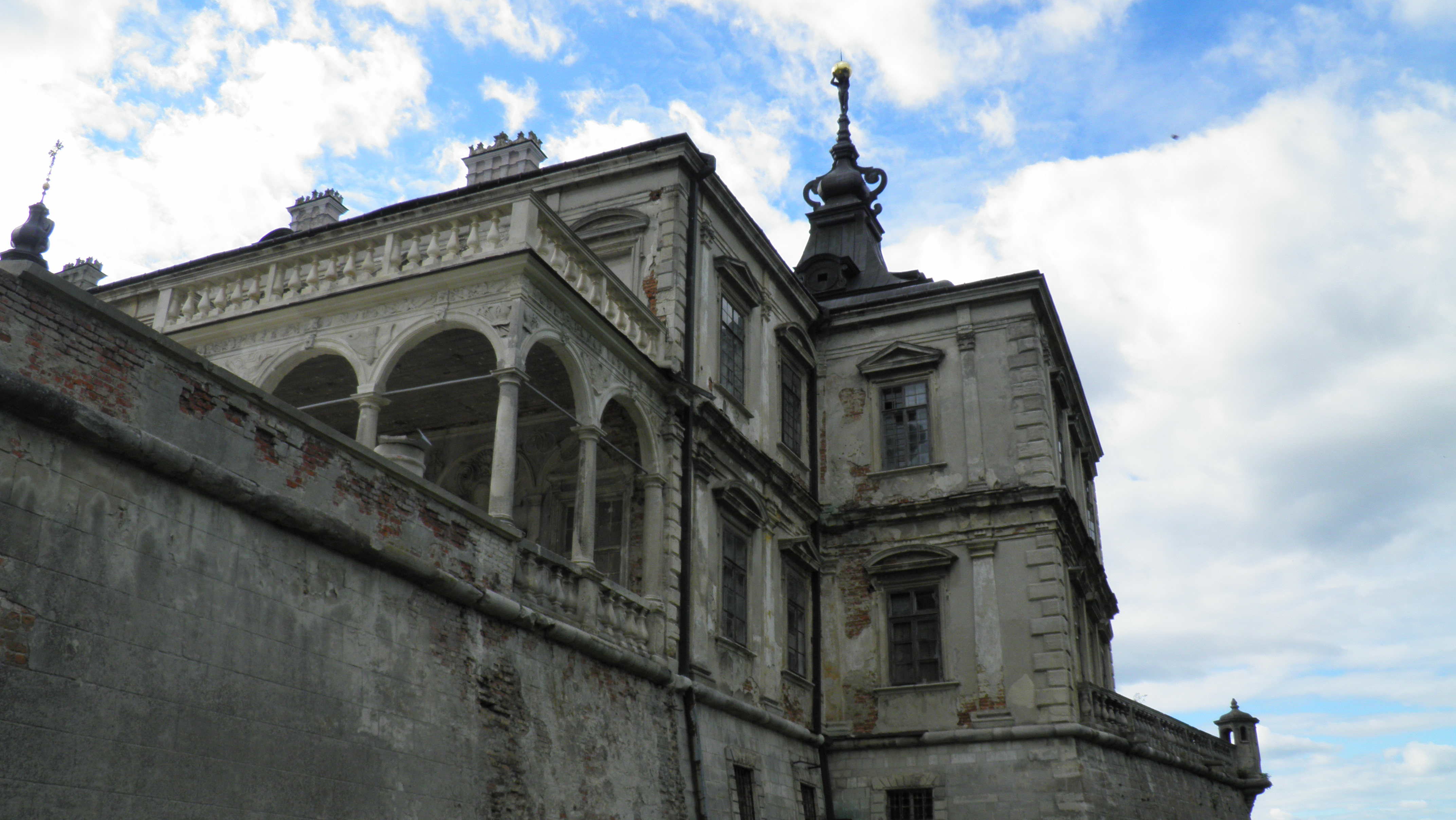
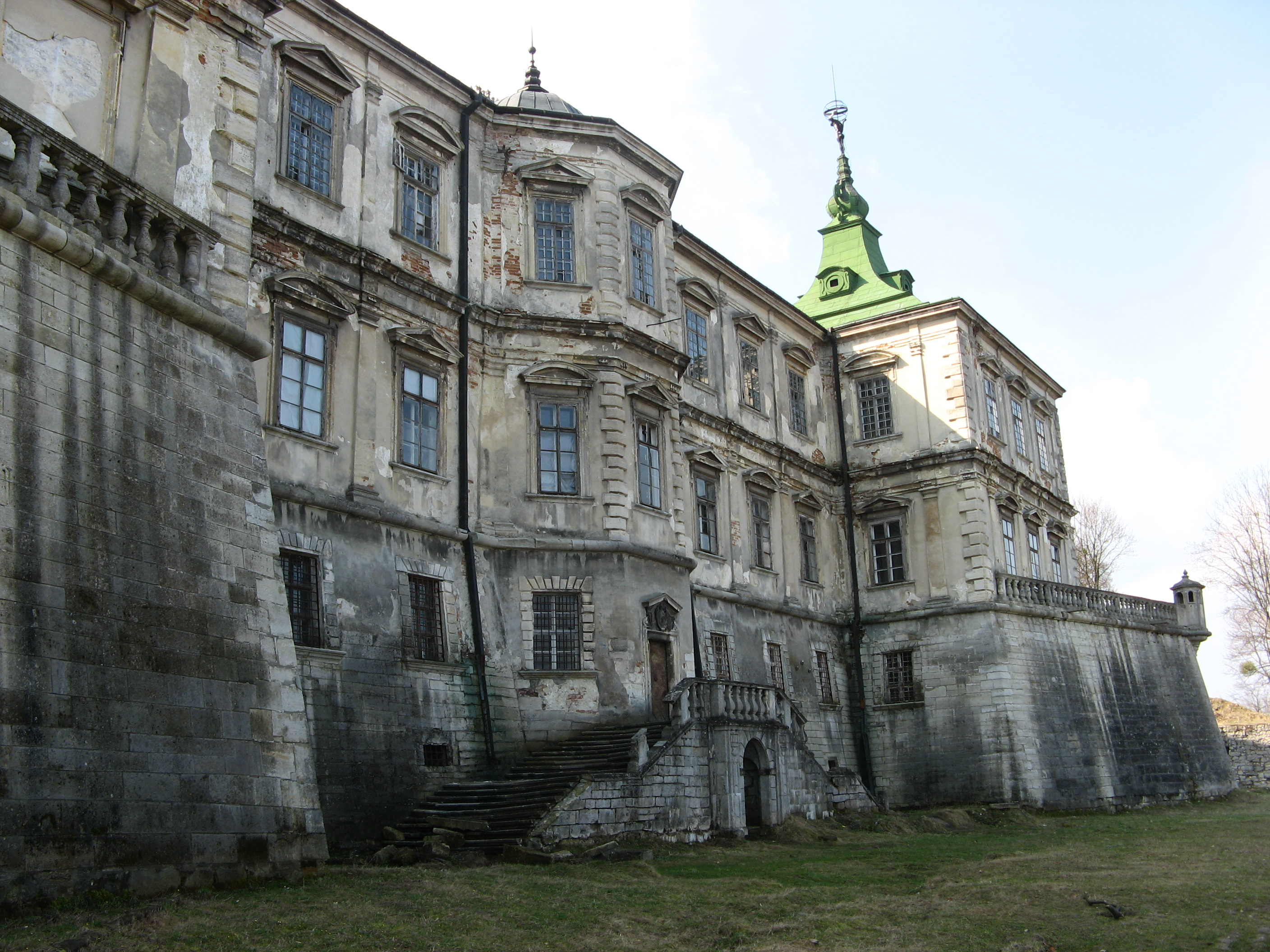
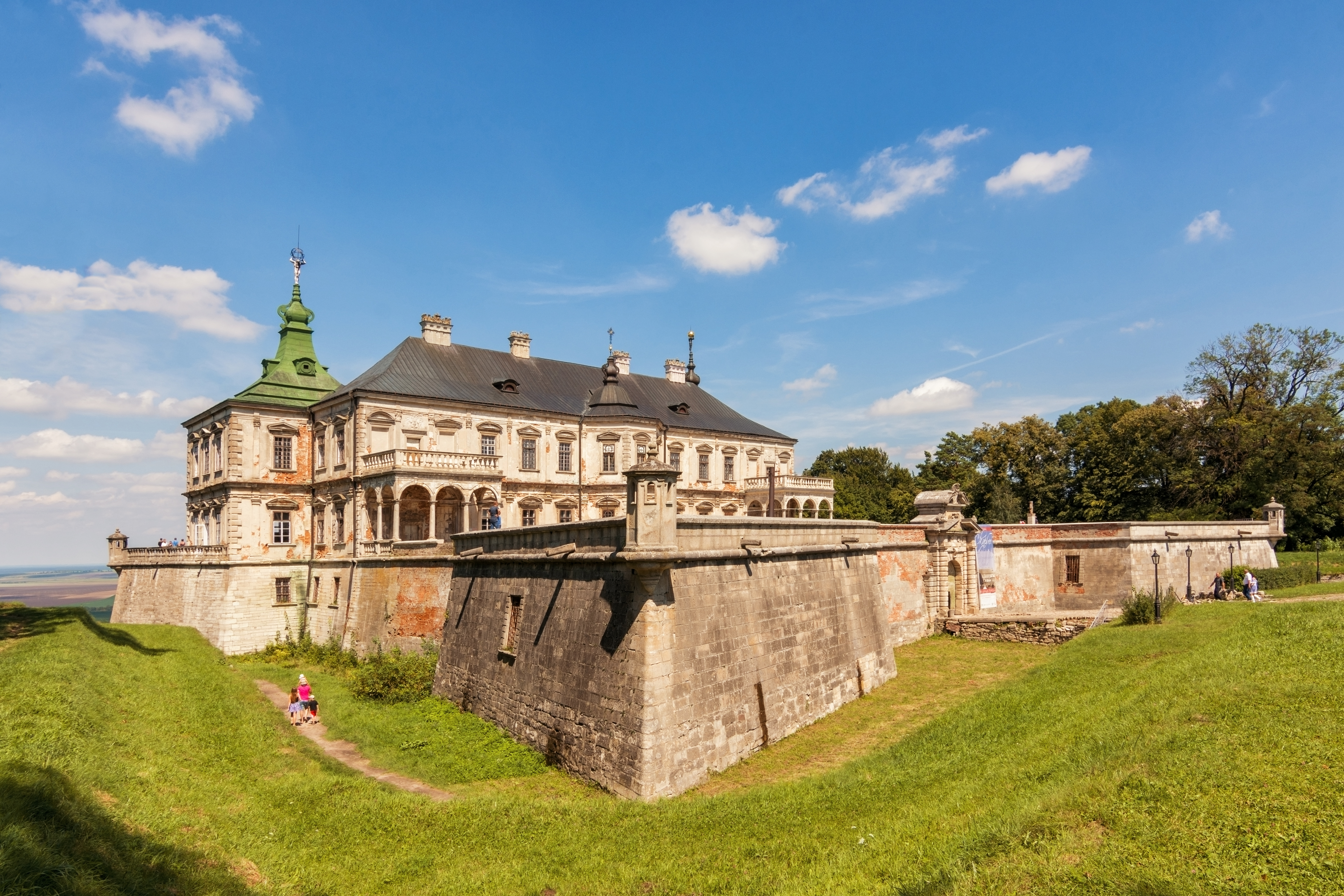
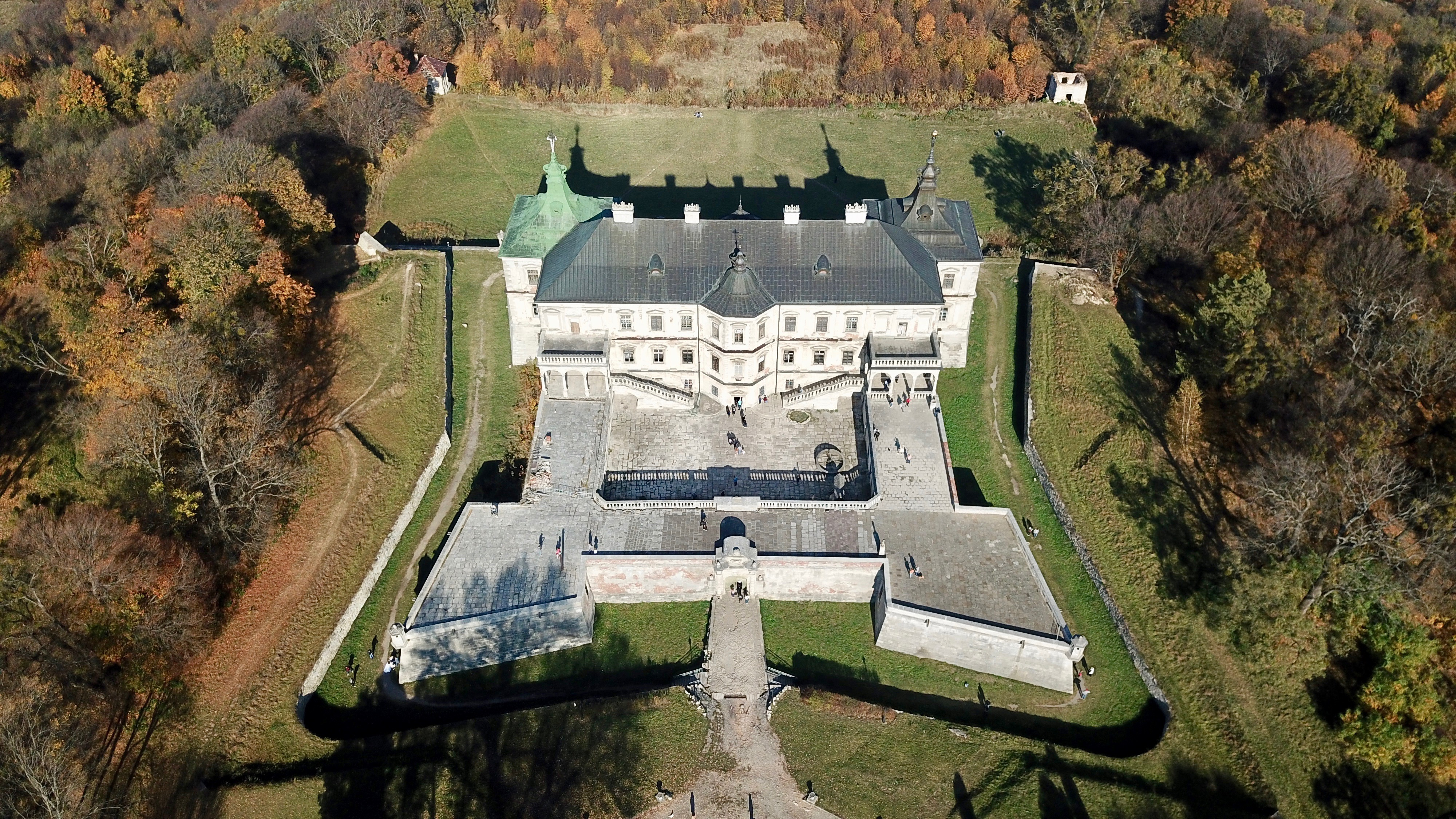